# جاكي مارش
جاكي مارش (بالإنجليزية: Jackie Marsh)‏ (31 مايو 1948 بستوك أون ترينت في المملكة المتحدة - ) هو لاعب كرة قدم بريطاني في مركز الظهير. لعب مع ستوك سيتي ولوس أنجلوس أزتكس ونورثويتش فيكتوريا ونادي بولوفا ‏.

## وصلات خارجية
- جاكي مارش على موقع عالم كرة القدم.نت (الإنجليزية)